# Web of Trust (onlinetjänst)
För begreppet web of trust inom datasäkerhet, se CAcert
Web of Trust (förkortas wot eller mywot) är en webbplats och ett tilläggsprogram för webbläsare som visar omdömen om webbplatsers anseende och tillförlitlighet. På webbplatsen mywot.com kan användare söka efter omdömen om webbplatsers rykten. Verktyget visar ett betyg på en skala 1 till 5 för tillförlitlighet och ett för lämplighet för barn. Betyget beräknas utifrån en kombination av användares omdömen och uppgifter i betrodda tredjepartskällor. Dessutom kan verktyget visa användares motivering av sina omdömen med kategorier såsom phishing, malware, hatsajt, vilseledande, kontroversiella läkemedel eller bra sajt. Även längre användarrecensioner kan visas samt webbplatsägares beskrivningar av sina webbplatser och respons på omdömen. 
Tilläggsprogrammet WOT kan installeras för en rad webbläsare. Programmet kritiserades hösten 2016 för att vara spionprogram, eftersom tjänsten finansierades genom att användardata inklusive webbhistorik såldes till andra företag, och detta skedde med bristande anonymisering. WOT:s utveckling har finansierats genom crowdsourcing. Programkoden är öppen källkod. 
WOT Services Oy var ett finskt säkerhetsföretag som utvecklade tjänsten. Företaget grundades 2006 och dess aktieägare och utvecklare innefattar Timo Ala-Kleemola, Sami Tolvanen, MySQL-grundaren Michael Widenius och Taneli Tikka. Företaget har ingått partnerskap med Facebook, hpHosts, LegitScript, Mail.ru, Panda Security, Phishtank, GlobalSign och TRUSTe. I februari 2016 bytte WOT Services namn till, eller produkten övertogs av, företaget TOW Software, som likviderades i juni 2016.

## Webbläsartillägg
Tilläggsprogrammet WOT kan installeras för webbläsarna Firefox, Google Chrome, Opera och Internet Explorer. WOT visar en ikon vid varje webblänk på många webbsidor, exempelvis vid externa länkar i källförteckningen i Wikipediartiklar. Ikonen indikerar länkens anseende med färgerna röd – orange – gul – ljusgrön – mörkgrön – grå (utmärkt/positiv – bra/neutral – otillfredsställande/tvivelaktig – dålig/negativ – mycket dålig – inget betyg). Tillägget WOT visar även en ikon överst i webbfönstret som indikerar den visade webbsidans anseende. Klickar man på ikonen kan man ge egna omdömen om webbplatsen och se användares omdömen. 
Applikationen Mobile WOT finns för Android. Den fungerar både för den inbyggda webbläsaren och för Google Chrome, och visar varningar när användaren besöker en webbplats med lågt anseende.

## Kontrovers kring sekretess
För att generera intäkter säljs användardata för WOT-användare till tredje part. WOT har uppgett att datat anonymeras, men den 1 november 2016 avslöjade den tyska TV-kanalen NDR att WOT-användares webbhistorik, kontonamn, e-postadresser och andra personuppgifter har kunnat identifieras i data som har nått tredje part och som har kunnat spåras till WOT. WOT gavs tillfälle att kommentera innan avslöjandet men gjorde inte sitt första uttalande förrän den 19 december 2016.
Efter avslöjandet avlägsnades tilläggsprogrammet en tid från webbutikerna för webbläsarna Google Chrome, Mozilla Firefox och Opera, eftersom tillägget utgjorde brott mot webbutikernas regler och riktlinjer för sekretess. Webbläsartillägget kunde fortfarande installeras från webbplatsen mywot.com och de mobila apparna fanns kvar på Google Play och App Store.
WOT-appen tillgängliggjordes åter på Chrome Web Store som version 3.2.0 den 19 december 2016, men var då fortfarande inte tillgänglig på webbutiker för övriga webbläsare. 

## Extern webbplats
- www.mywot.com